# Inverzní distribuční funkce
Inverzní distribuční funkce (také kvantilová funkce) se v teorii pravděpodobnosti týká vždy určitého rozdělení pravděpodobnosti a jedná se o inverzní funkci k distribuční funkci.
Zatímco distribuční funkce {\displaystyle y=F(x)} náhodné veličiny {\displaystyle X} nabývá hodnot {\displaystyle 0\leq y\leq 1} a udává, s jakou pravděpodobností bude hodnota náhodného pokusu menší nebo rovna {\displaystyle x}, inverzní distribuční funkce {\displaystyle x=F^{-1}(y)} udává, pro jaké {\displaystyle x} bude výsledek náhodného pokusu s požadovanou pravděpodobností {\displaystyle y} menší nebo roven {\displaystyle x}.
Inverzní distribuční funkce je zvláštním případem kvantilů, kdy na rozdíl od obecnějších kvantilů inverzní distribuční funkce vyžaduje, aby původní distribuční funkce byla rostoucí, jinak by k ní inverzní funkce nemohla existovat.
Inverzní distribuční funkce se používá například pro stanovení intervalů spolehlivosti.